# Celtibèric
|  | Aquest article tracta sobre la llengua dels celtibers. Vegeu-ne altres significats a «celtibers». |

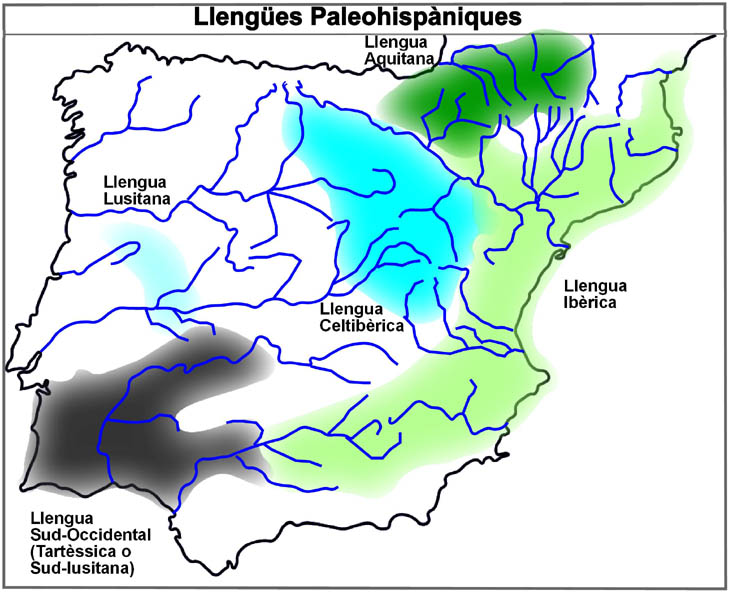
Llengües paleohispàniques

El celtibèric és una llengua paleohispànica coneguda per testimonis directes, és a dir una llengua que es parlava a la península Ibèrica abans que la llengua llatina hi esdevingués la llengua dominant i de la que se n'han conservat textos. La llengua celtibèrica està documentada per escrit fonamentalment en signari celtibèric i en alfabet llatí. Tot i que la cronologia precisa de la majoria de les inscripcions celtibèriques és desconeguda, les més antigues es documenten a la primera meitat del segle ii aC i les més modernes a final del segle i aC o potser principi del segle i.
Aquesta llengua pertany al grup de llengües cèltiques de la família indoeuropea. Tot i presentar una filiació clara que la relaciona amb multitud de llengües ben conegudes, la interpretació dels textos en aquesta llengua és encara controvertida.

## Testimonis
Les inscripcions celtibèriques, unes dues-centes, es distribueixen per la vall de l'Ebre i les capçaleres del Tajo i Duero en el territori (Celtibèria) que les fonts clàssiques atribueixen als celtibers (arevacs, lusons, tits, bels, pelendons i berons). Els textos en llengua celtibèrica apareixen sobre suports molt variats (monedes de plata i bronze, tésseres de plata o bronze, plaquetes de bronze, ceràmiques de vernís negre, àmfores, torteres, plaques de pedra, etc.) Alguna d'elles és excepcionalment llarga com el tercer bronze de Botorrita (Saragossa) amb més de tres mil signes que conté una mena de cens d'aproximadament 250 persones.

## Història
La llengua dels celtibers existeix avui només en inscripcions antigues. L'idioma, que d'acord amb la teoria tradicional hauria estat introduït des de l'Europa central a través d'onades immigratòries, es va parlar en les parts centrals i del nord de la península. De tota manera, la tesi "invasionista" no descansa sobre evidències arqueològiques i encara molt menys sobre bases lingüístiques. El celtibèric no va ser l'única llengua celta d'Ibèria, ja que el tronc celta té altres representants com el galaic. També s'inclouen sovint en el grup lingüístic celta les llengües del asturs i del càntabres. Darrerament, autors com John T. Koch han defensat una continuïtat cèltica des de l'Alentejo i part de la Bètica fins al nord peninsular, adscrivint també al tronc cèltic el tartessi i el lusità (que alguns autors qualifiquen d'idioma cèltic arcaic o, fins i tot, d'indoeuropeu precèltic). Pel que fa a Catalunya, la toponímia cèltica és abundant a les comarques centrals i del nord, expressant una presència que no pot ser atribuïda en cap cas ni a immigracions puntuals ni a influències posteriors des d'Occitània. La complexitat del mapa lingüístic peninsular, i dins ell la del grup d'idiomes cèltics, fa difícil, doncs, delimitar amb exactitud la zona celtibera.
A l'oest de la zona celtibèrica, el lusità es parlava en el que ara és part de Portugal i part d'Extremadura. És molt possible que el lusità fos una altra llengua celta, encara que altres creuen que les poques restes de l'idioma suggereixen que el lusità era una llengua indoeuropea diferent, potser precèltica.
El celtibèric es parlava a partir del segle iv aC quan Heròdot va esmentar que els Keltoi vivien a l'altre costat de les Columnes d'Hèrcules, i els celtibers s'esmentaven en documents romans i grecs a partir del segle iii aC. Els celtibers per fi van ser dominats pels romans després del 49 aC, i per descomptat el seu idioma va cedir ràpidament al llatí. No obstant això, sobreviuria fins als començaments de l'era cristiana.
L'euskera és l'únic idioma preromà d'Ibèria que ha sobreviscut. Com a curiositat, l'actual Comunitat Autònoma Basca, arqueològicament, és una zona cèltica o indoeuropea, mentre que Navarra seria la zona eusquera més antiga. Hi ha moltes paraules celtes en el basc, que demostren una coexistència amb el celta des dels temps més reculats. Algunes paraules celtes també van ser adoptades pel llatí, i encara sobreviuen en les llengües romàniques modernes, com per exemple, el mot camanom que va passar (irlandès céimm, gal·lès cam, "pas") al llatí com camminum, donant "camí" en català i "chemin" en francès.
El celtibèric va pertànyer a una branca diferenciada de la família cèltica continental. Mostra trets molt antics, i com el goidèlic, havia preservat la kw original. Això, juntament amb les llegendes celtes que ens parlen de contactes antics entre Irlanda i els celtibers, han portat a sostenir que el goidèlic es va dur a Irlanda des d'Ibèria. Tot fa pensar que hi havia contactes entre els celtes d'Ibèria i els de l'oest atlàntic, però l'evidència existent suporta millor la interpretació que el celtibèric i el goidèlic són dues branques del celta que s'havien separat molt aviat i no van tenir una relació molt estreta entre elles. El celtibèric no posseeix alguns trets distintius del goidèlic, com per exemple la posició inicial del verb ni les preposicions conjugades. Els lingüistes consideren que dos idiomes tenen una afinitat estreta si mostren innovacions comunes i aquest no és el cas del celtibèric i del goidèlic.
El celtibèric es va escriure en un alfabet que també es va usar per escriure els altres idiomes preromans de la península. L'alfabet s'utilitzava en primer lloc per escriure l'idioma dels ibers, que no el coneixem bé. L'alfabet no combina bé amb la fonologia d'una llengua indoeuropea, i això fa encara més difícil la interpretació de les inscripcions celtiberes. Hi ha un gran nombre d'inscripcions celtiberes, la majoria d'elles paraules o noms simples escrits en ceràmica. També hi ha dues inscripcions curtes, més probablement dedicacions, de Peñalba de Villastar i de Luzaga. La inscripció més important, sens dubte, és la inscripció llarga de Botorrita, a prop de Saragossa.
L'extinció del celtibèric no va posar fi a la història de les llengües celtes a la península Ibèrica. Als segles v-vi, després de la caiguda de l'Imperi Romà, alguns parlants del celta britànic van fugir des del sud de la Gran Bretanya per escapar dels invasors anglosaxons. La majoria d'aquests es van instal·lar a l'Armòrica de la Gàl·lia (a la Bretanya moderna), i alguns van arribar a Galícia, on el seu idioma va sobreviure durant diverses generacions.

## Escriptura celtibèrica

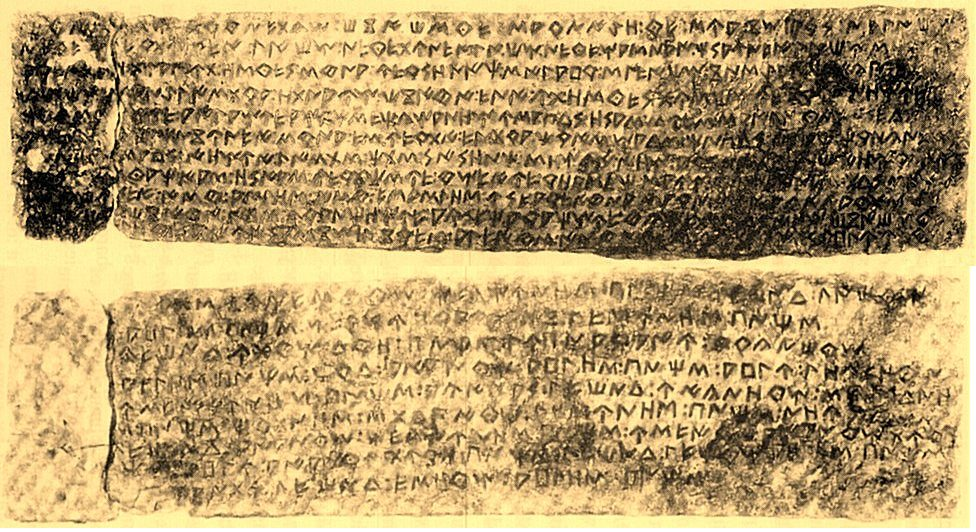
Estil d'escriptura celtibèrica.

La llengua dels celtibers està documentada per escrit fonamentalment en escriptura celtibèrica, però també en llatí. Els textos en llengua celtibèrica es poden llegir sense dificultats i tot i que aquesta llengua pertany al grup de llengües cèltiques de la família indoeuropea, la interpretació és encara controvertida. Uns exemples:
Bronze de Botorrita, cara A (Saragossa)
Probablement un text legal. Signari celtibèric oriental.
A.1. tirikantam : berkunetakam : tokoitoskue : sarnikio (:) kue : sua : kombalkez : nelitom
A.2. nekue [: to : u]ertaunei : litom : nekue : taunei : litom : nekue : masnai : tizaunei : litom : soz : auku
A.3. aresta[lo] : tamai : uta : oskues : stena : uerzoniti : silabur : sleitom : konskilitom : kabizeti
A.4. kantom [:] sankilistara : otanaum : tokoitei : eni : uta : oskuez : boustomue : koruinomue
A.5. makasiamue : ailamue : ambitiseti : kamanom : usabituz : ozas : sues : sailo : kusta : bizetuz : iom
A.6. asekati : [a]mbitinkounei : stena : es : uertai : entara : tiris : matus : tinbituz : neito : tirikantam
A.7. eni : oisatuz : iomui : listas : titas : zizonti : somui : iom : arznas : bionti : iom : kustaikos
A.8. arznas : kuati : ias : ozias : uertatosue : temeiue : robiseti : saum : tekametinas : tatuz : somei
A.9. enitouzei : iste : ankios : iste : esankios : uze : areitena : sarnikiei : akainakubos
A.10. nebintor : tokoitei : ios : uramtiomue : auzeti : aratimue : tekametam : tatuz : iom : tokoitoskue
A.11. sarnikiokue : aiuizas : kombalkores : aleites : iste : ires : ruzimuz : abulu : ubokum
Gran inscripció de Peñalba de Villastar (Terol).
Probablement un text votiu en alfabet llatí.

ENIOROSEI

VTA TIGINO TIATVNEI

TRECAIAS TO LVGVEI

ARAIANOM COMEIMV

ENIOROSEI EQVEISVIQVE

OCRIS OLOCAS TOGIAS SISTAT LVGVEI TIASO 

TOGIAS

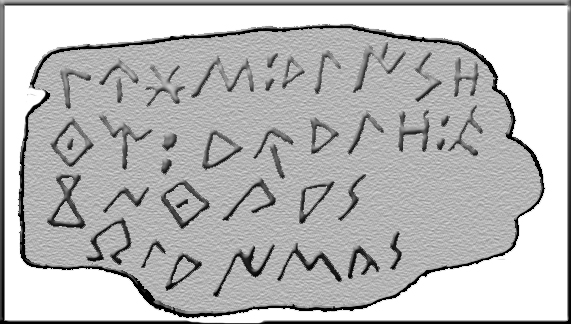
Téssera Fröhner. Procedència desconeguda.
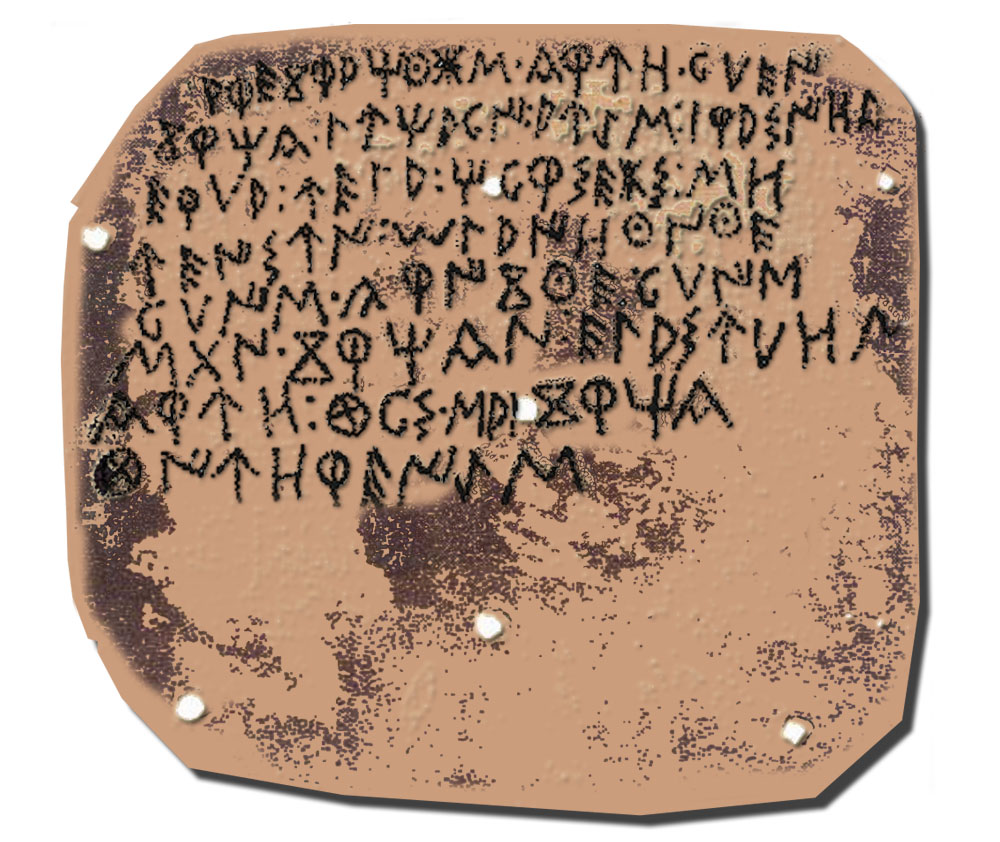
Bronze de Luzaga (Guadalajara).
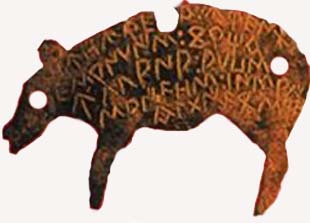
Téssera d'Uxama (Osma, Sòria.

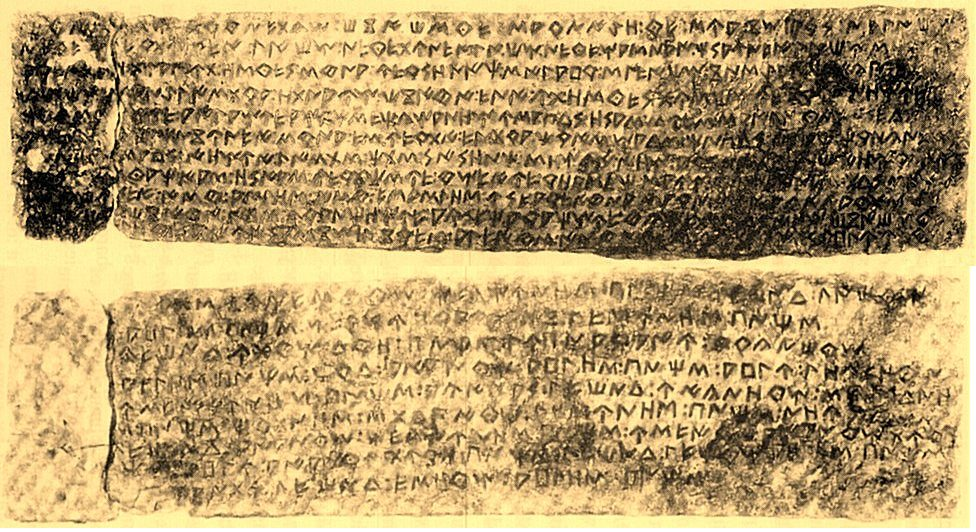
Primer bronze de Botorrita (Saragossa).
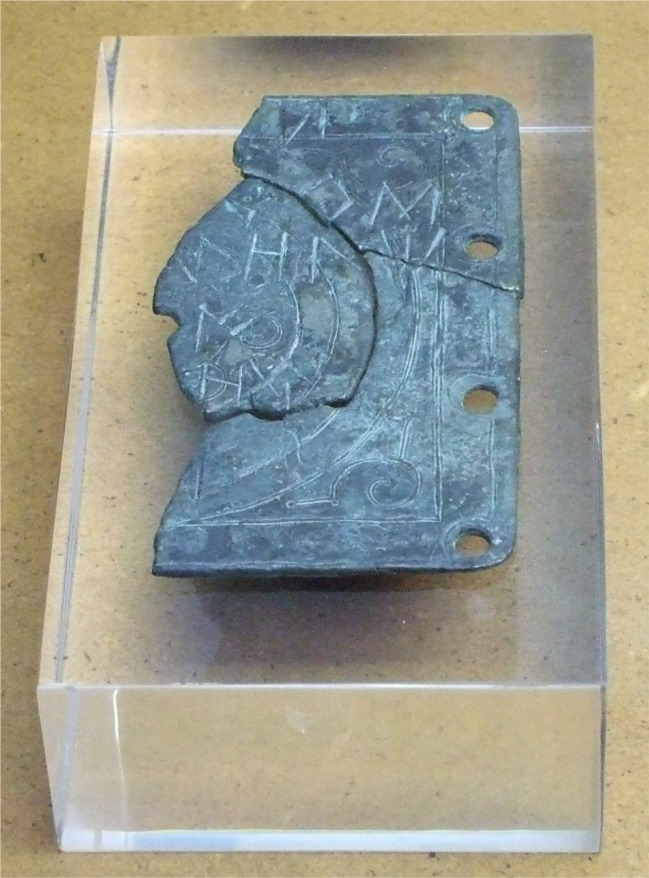
Peça de bronze (cara B) de Botorrita (Saragossa).
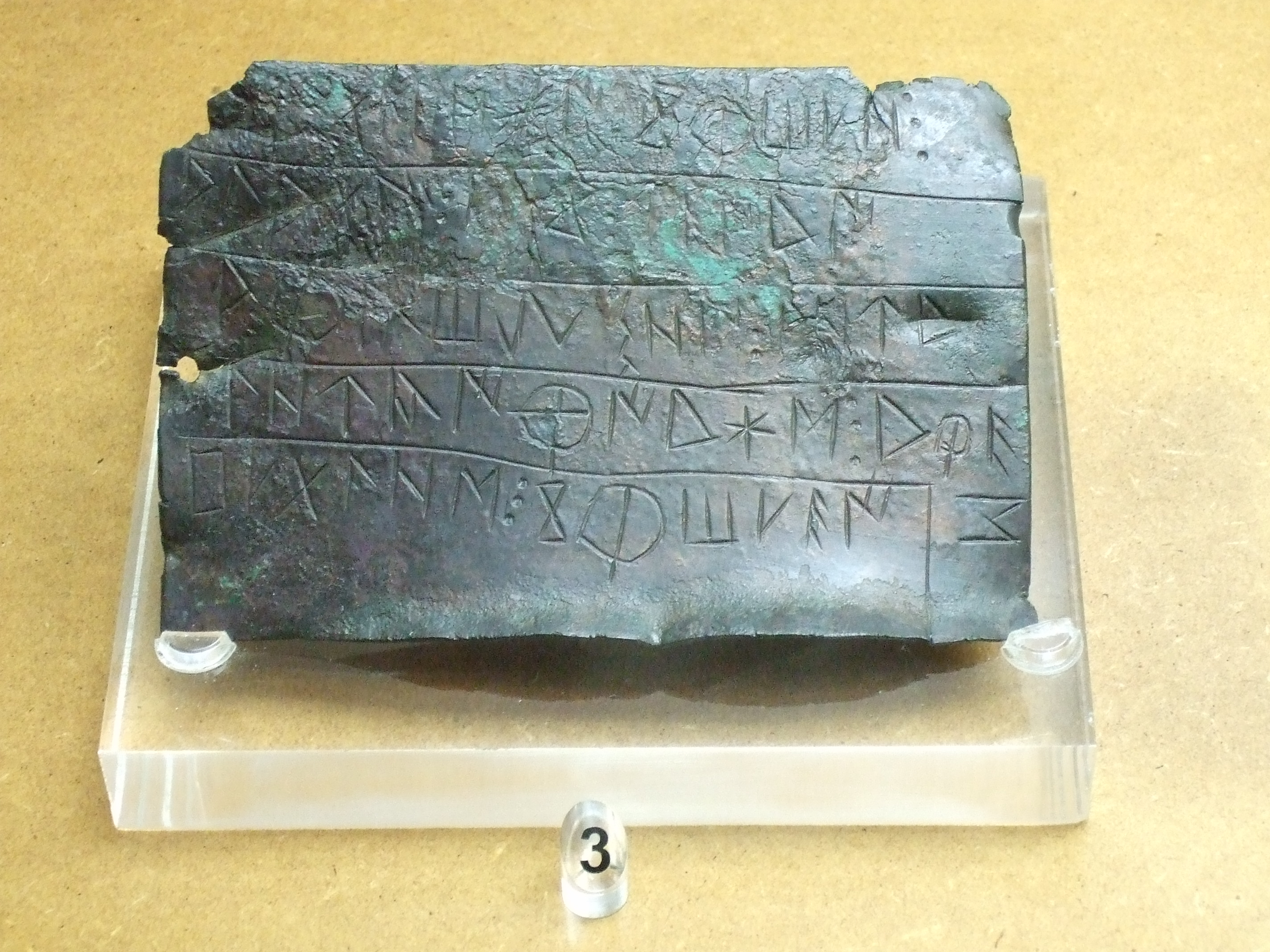
Bronze de Cortono. Procedència desconeguda.